# Винех
Хан Винѐх е монарх, управлявал България от 756 до 760 г. (Васил Златарски: 756 – 761, Моско Москов: 754 – 760, Иван Венедиков: 754 – 760). Според Именника на българските ханове той е от рода Укил (Вокил).
През 756 г. Константин V Копроним предприема пореден поход срещу България. Водената лично от императора сухопътна войска се среща с българите при крепостта Маркели (днешен Карнобат). В битката при Маркели Винех е разбит и принуден да сключи мир с византийците, като изпрати заложници в Константинопол. През 759 г. ромеите отново нахлуват в България, но са пресрещнати и разгромени в битката при Верегава. Въпреки всичко Винех желае мир с Империята, което му спечелва ненавистта и неодобрението на болярите, за което заплаща с живота си. Родът му също е избит.